# 塘鼠屬
塘鼠屬（学名：Limnomys），哺乳綱、囓齒目、鼠科的一屬，而與塘鼠屬（塘鼠）同科的動物尚有剛毛鼠屬（黃腹剛毛鼠）、新幾內亞跳鼠屬（新幾內亞跳鼠）、長足水鼠屬（長足水鼠）、刺巢鼠屬（刺巢鼠）等之數種哺乳動物。

## 下属物种
本属包括以下物种：
- Limnomys bryophilus Rickart, Heaney & Tabaranza, 2003
- Limnomys sibuanus Mearns, 1905